# Roffredo Caetani
Pour les articles homonymes, voir Caetani.
Roffredo Caetani, prince de Bassiano, dernier duc de Sermoneta, (13 octobre 1871 - 11 avril 1961) né à Rome, est un compositeur, collectionneur d'art et mécène italien.

## Biographie
Roffredo Caetani est le fils d'Onorato Caetani, qui fut maire de Rome et ministre des Affaires étrangères, et de l’aristocrate anglaise Ada Bootle-Wilbraham.
Caetani grandit dans un milieu mélomane (son père était également président de l’académie de Philharmonie romaine), il est filleul de Franz Liszt qui reconnaît très tôt son talent.
Il étudie le piano avec Giovanni Sgambati, l'harmonie et le contrepoint avec Cesare De Sanctis, deux musiciens qui travaillaient à la diffusion de  la musique instrumentale. Il poursuit ses études à Berlin et à Vienne, où il rencontre Johannes Brahms et Cosima Wagner. Il commence à composer, en particulier de la musique pour orchestre de chambre et, en 1889, donne son premier concert public de  l’intermède symphonique pour grand orchestre, Op. 2 dans la salle Palestrina à Rome (Palais Pamphilj).
À Bayreuth, il rencontre en 1902 la comtesse Greffulhe, née Elisabeth de Caraman-Chimay, fondatrice  et présidente de la Société des grandes auditions musicales . Elle le prend sous sa protection, l'encourage à composer  et organise des concerts pour faire connaître ses œuvres. Pendant dix ans, ils seront liés par une profonde amitié amoureuse. En 1909, il effectue un séjour de plusieurs mois à Paris. A cette occasion, elle lui fait découvrir les Ballets Russes, qu'elle vient de lancer via la Société des grandes auditions musicales, et travaille avec lui sur le livret de son opéra Hypathia. Elle se lie également d'amitié avec la famille de Roffredo, qu'elle rencontre à plusieurs reprises : elle entretient avec son père Onorato, duc de Sermoneta, une correspondance régulière, qui se poursuivra jusqu'à la mort de celui-ci. La comtesse Greffulhe et Roffredo Caetani se reverront de temps en temps et continueront à s'écrire jusqu'à la mort de cette dernière, en août 1952, comme en témoigne la correspondance conservée dans les archives. Après leur dernière rencontre, en octobre 1951, il lui écrit : « Tant que je vivrai, je garderai de vous la plus lumineuse image qu’un être humain puisse évoquer dans son cœur ! [...] Chère amie, à quand ? Le temps s’envole ; il y a au moins ceci de bon qu’il nous rapproche du jour où j’aurai la joie de vous revoir. »
À Paris, il rencontre Marguerite Chapin, une Américaine qui étudiait le chant avec Jean de Reszke. Il l'épouse en 1911 ; deux enfants naîtront de cette union :
- Lelia, en 1913
- Camillo, en 1915

En France, Caetani s’installe à la Villa Romaine, à Versailles, et s'entoure de grandes figures du monde artistique et littéraire (Paul Valéry, Saint-John Perse, Valery Larbaud, Léon-Paul Fargue). En 1924, Marguerite Chapin fonde la revue littéraire Commerce International.
En 1932, la famille retourne en Italie et s’installe au château de Sermoneta.
En 1939, Roffredo Caetani est nommé académicien de Santa Cecilia.
Pendant la Seconde Guerre mondiale, son fils Camillo meurt au combat, le 15 décembre 1940, marquant ainsi la fin de la dynastie. Son décès inspirera un Requiem à Caetani.
L'île du soleil, composé en 1943, histoire musicale en deux actes, est mise en scène au Teatro dell'Opera de Rome, sous la direction de Tullio Serafin, metteur en scène Marcello Govoni.
Après la Seconde Guerre mondiale, la famille s’installe Via Caetani, siège du magazine  littéraire Botteghe Oscure de Marguerite Chapin.
Roffredo Caetani meurt à Rome le 11 avril 1961.
Caetani était un musicien très apprécié à l'étranger, mais pratiquement ignoré en Italie, en raison de son dévouement à la musique de chambre.
Son Hypatia présentée le 23 mai 1926 au Deutsches Nationaltheater Weimar, dans la version allemande, eut à l'étranger un succès retentissant auprès du public et des critiques, mais ne fut retransmis à la Rai qu’en 1957 dans une version abrégée dirigée par Fernando Previtali.
Ses œuvres ont été éditées par Schott (Mayence).